# 나노 코팅 섬유
나노 코팅 섬유는 나노 기술을 응용해 만들어진 특수 섬유다. 이 섬유는 연잎 효과를 이용해 제작되었다. 그 때문에 이 옷에 엑체나 고체로 된 오염 물질이 옷에 영향을 끼치지 않는다. 하지만 아무리 섬세한 나노 코팅 섬유라도 기체인 냄새나 화학물질을 막지는 못한다.